# Фламандские бегинажи
Бегина́ж (фр. béguinage) или бегейнхоф (нидерл. begijnhof) — поселение-община одиноких бегинок во Фландрии и Нидерландах. Бегинажи получили распространение в Нижних странах в XIII веке.

## Архитектура

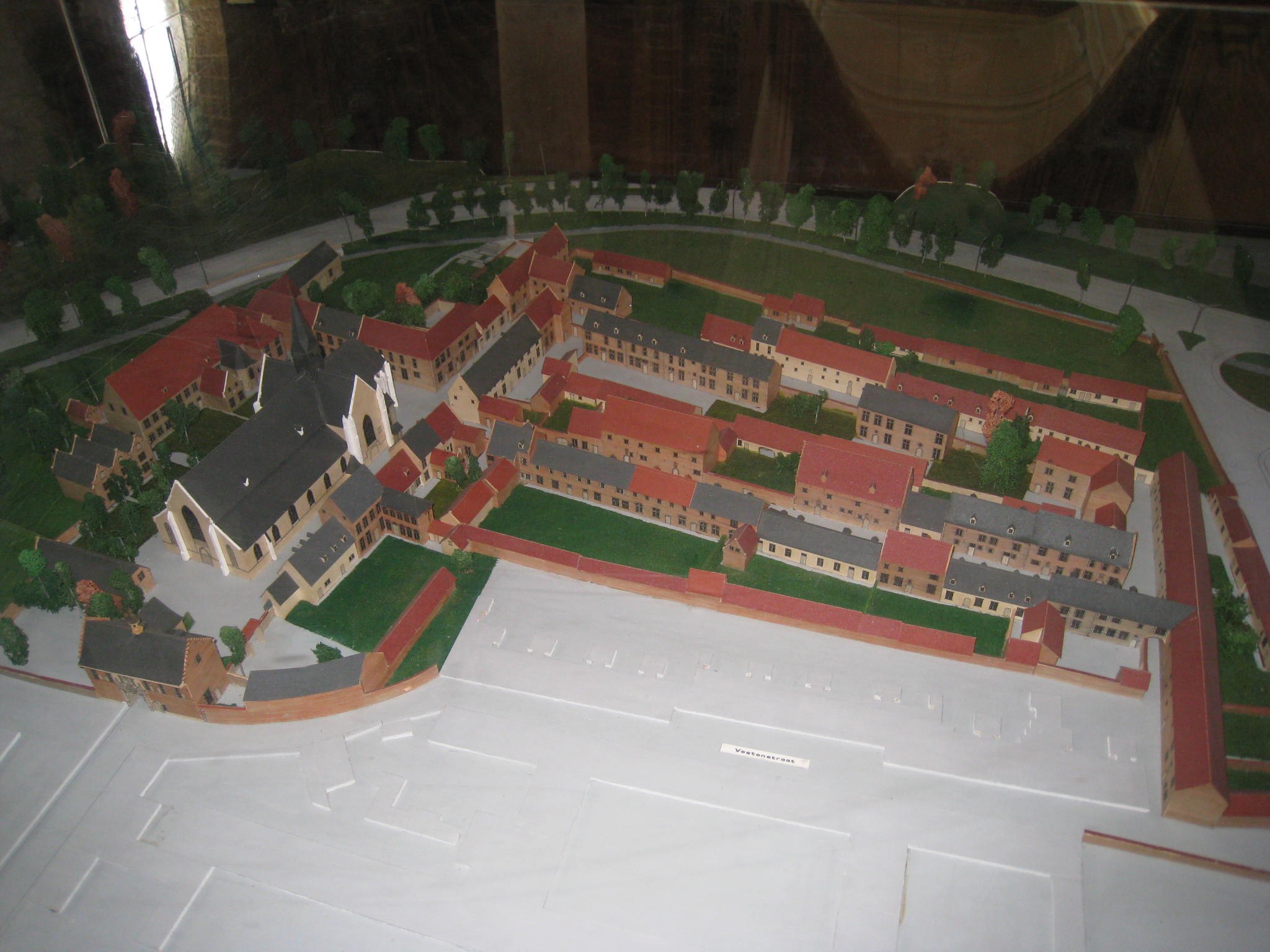
Макет бегинажа в Дисте

Чаще всего бегинаж расположен в пределах города и представляет собой архитектурный ансамбль вокруг внутреннего двора. В ансамбль входят жилые дома с кельями для бегинок, капелла и более выделяющийся дом настоятельницы с залом собрания. Внутренний двор иногда использовали под огород или засаживали цветами. Бегинажи обычно обносили высокими стенами или отделяли от города при помощи рва с водой. На щипцах в домиках бегинок часто можно увидеть строки из Библии, изображения святых или имена святых-покровителей жилиц домика.

## Жизнь в бегинажах
Общины находились под покровительством влиятельных горожан, которые давали деньги на постройку бегинажа и поддерживали их затем материально. В каждом домике жила одна-две бегинки, при этом им разрешалось иметь при себе служанку или мать или сестру. Бегинки вели образ жизни, близкий к монашеству, однако не давали обет безбрачия и не были обязаны жертвовать своё имущество при вступлении в общину. Поэтому в бегинажи принимали и жён крестоносцев, которые могли покинуть бегинаж после возвращения мужа из многолетнего похода. Бегинки занимались общественно полезными делами: воспитывали сирот, занимались рукоделием (в том числе плели кружева), ухаживали за больными и престарелыми.

## Настоящее время
На сегодняшний день бегинок практически не осталось, поэтому сейчас в бегинажах живут в основном престарелые люди, студенты и художники. Некоторые бегинажи сохранили свою монастырскую функцию, другие были переделаны в музейные комплексы. Из 80 ранее существовавших бегинажей сохранились лишь около 30, большинство из них в Бельгии. В 1998 году фламандские бегинажи были занесены в список объектов Всемирного наследия ЮНЕСКО.
Некоторые из сохранившихся бегинажей:
- Бегинаж Тен Вэйнгаре в Брюгге
- Бегинаж святого Алексиса в Дендермонде
- Бегинаж в Дисте
- Малый бегинаж (Гент) в Генте
- Бегинаж в Хогстратене
- Бегинаж в Кортрейке
- Большой бегинаж (Лёвен)
- Бегинаж в Лире
- Большой бегинаж (Мехелен)
- Малый бегинаж (Мехелен)
- Большой бегинаж (Синт-Амандсберг) (нидерл. Groot Begijnhof Sint-Amandsberg)

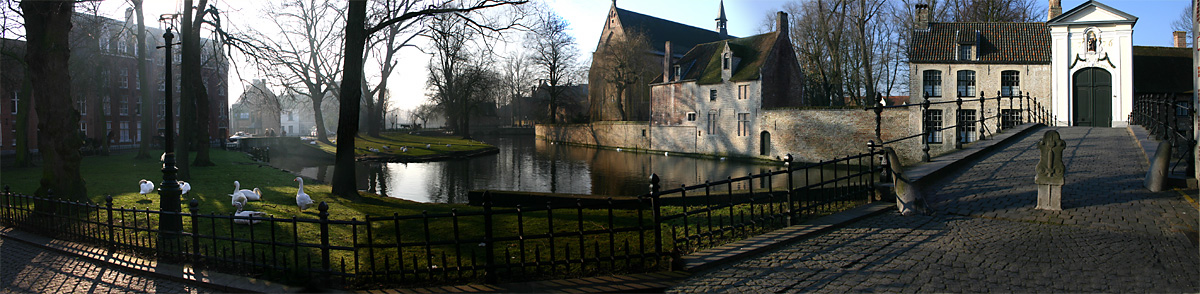
Бегинаж в Брюгге

- Бегинаж Св. Агнессы (нидерл. Sint-Agnesbegijnhof) в Синт-Трёйдене
- Бегинаж в Тонгерене (нидерл. Sint-Catharinabegijnhof)
- Бегинаж в Тюрнхауте (нидерл. Begijnhof Turnhout)
- Бегинаж (Амстердам)